# José Luis Fontenla
.
José Luís Fontenla Rodrigues, nascido em Pontevedra o 9 de fevereiro de 1944 e finado o 28 de junho de 2025, foi um advogado, político, escritor e pintor galego, filho de Xosé Luís Fontenla Méndez.Residiu durante décadas em Portugal e integrou a delegação galega nas negociações oficiais do Acordo Ortográfico da Língua Portuguesa.

## Trajectória
Advogado, escritor, pintor, poeta, jornalista, republicano e lusófono, Fontenla Rodrigues notabilizou-se como ativista político e cultural utilizando também diversos pseudónimos artísticos como João Padrão, Luís Röiz, António Eirinha e outros. Natural de Ponte Vedra, residiu durante décadas em Viana do Castelo e Braga, onde também fez parte de diferentes associações e continuou desenvolvendo atividades culturais e artísticas.
José Luís Fontenla Rodrigues nasceu dentro de uma família galeguista de Ponte Vedra em 1944. Filho do antigo militante das Mocidades Galeguistas e do Partido Galeguista anterior à guerra civil (o pai Xosé Luís Fontenla Méndez), desde muito novo comprometeu-se na luta pela cultura galega, a defesa do ambiente e a democracia, desenvolvendo uma intensa atividade cultural ao longo da sua vida. Impulsionou também entidades de encontro, criação e partilha de galegos e portugueses como a Associação Amizade Galiza-Portugal ou as Irmandades da Fala da Galiza e Portugal da qual foi presidente.
Entre as suas múltiplas produções, merece especial destaque o ter sido representante da delegação galega que participou nas negociações oficiais do Acordo Ortográfico da Língua Portuguesa celebradas no Rio de Janeiro (em maio de 1986) e Lisboa (em outubro de 1990).
José Luís Fontenla considerava-se membro da Geração da Lusofonia "que defende a Lingua Portuguesa em toda a parte e como língua nacional e oficial de Galiza, Portugal, Brasil, PALOP, Timor, etc." e trabalhou de maneira incansável para conseguir "uma política forte e decidida em prol da segunda língua românica do mundo, umas das mais formosas línguas do planeta, extensa e útil (Castelao) e opulenta e subtil (Pessoa) que falam 240 milhões de pessoas nos cinco continentes, segundo a UNESCO", segundo ele escrevia em 2005. Fontenla Rodrigues tem-se considerado também como continuador das ideias linguísticas e a conceção do patriotismo galego da Geração Nós.
José Luís Fontenla Rodrigues foi fundador da Associação Cultural O Galo, de Santiago de Compostela; presidente da Associação de Amigos da Cultura de Ponte Vedra; fundador da Associação para a Defesa Ecológica da Galiza (Adega) e de Amnístia Internacional na Galiza. Foi também membro do Conselho de Redação do Boletim do Ilustre Colégio de Advogados de Ponte Vedra; relator no I Congresso do Direito Galego e Prémio de Ensaio nos Jogos Galaico-Minhotos de Guimarães. Também foi membro do Conselho Assessor da revista O Ensino. Entre outros muitos reconhecimentos, o dia 2 de setembro de 2018 recebeu em Chantada o prémio da Fundação Meendinho por uma vida dedicada à defesa da cultura da Galiza.
No âmbito da atividade profissional e cívica, durante a ditadura franquista, destacou-se pela sua implicação a favor da abolição da pena de morte, pela amnistia e os direitos humanos, defendendo em múltiplas ocasiões a detidos ou presos políticos, a título pessoal e em iniciativas coletivas por meio da Ordem dos Advogados.
No terreno político manteve contacto com o "Conselho da Galiza", o governo galego republicano exilado em Paris, e colaborou ativamente na fundação do "Conselho de Forças Políticas Galegas" um importante agrupamento de todos os partidos antifascistas, fundado em reunião realizada no seu escritório de advogado de Ponte Vedra em janeiro de 1976.
Manteve também relação direta e epistolar com as mais relevantes figuras políticas do âmbito espanhol.
Fundador do Partido Galego Social-Democrata, foi também candidato ao Senado espanhol pelo Partido Socialista Galego em 1982. Ainda na clandestinidade, representou à Galiza na Plataforma de Convergência Democrática do conjunto do estado durante a ditadura franquista.
Como advogado, fez as gestões em Madrid para a legalização da Assembleia Nacional-Popular Galega (AN-PG) em março de 1978, antecedente do atual Bloque Nacionalista Galego (BNG) até essa altura proibido de participar nas eleições.
Ainda merece um destaque a sua luta em favor do uso da língua da Galiza na liturgia através da editora católica SEPT e o seu papel de relevo na criação do semanário galego de referência A Nossa Terra.
Fontenla Rodrigues legou uma significativa obra jornalística e literária. Destacam-se volumes como Poemas de Paris e outros poemas, Sememas, Tempo & Terra ou Itaca, estes três últimos publicados com o pseudónimo de João Padrão. Já a obra "A ansiedade da influência – um poeta apresenta-se" foi publicada em extrato no jornal O Correio do Minho na década de 1990.
Cedeu a súa biblioteca e mais a biblioteca do seu pai para a Academia Galega da Língua Portuguesa, disponível na Casa da Língua Comum, em Santiago de Compostela.

## Obras
- Poemas de Paris e outros poemas (1985). Braga.
- Ítaca e outras peças de teatro (1989). Braga. Com o pseudónimo de João Padrão. 12 pp. Teatro.
- Sememas (Antologia Poética) (1990). Braga. Como João Padrão.
- Tempo Terra khronos kai kairós (Antologia Poética) (1992). Braga. Como João Padrão.
- A Mátria da Palavra (Antologia de Poetas Galego-Lusófonos (1990). Como José Luis Fontenla e João Padrão.
- “A ansiedade da influência -um poeta apresenta-se”, in Antologia de Poesia Lusófona (Braga,1994). Como João Padrão.
- Poemas Lusófonos. Carpe litteraturam (1997). Braga. Como João Padrão e Luis Roïz.
- Poemas para Cynara.(Non sum qualis eram bonae sub regno Cynarae) (2000). Braga. Como João Padrão.
- Sem título, Fragmentos sem nome e Metamorfose(s) (2005). Braga. Como João Padrão. Trilogia de livros de poesía.
- Cadernos de Poesia do Clube Pickwick, como João Padrão, publicados de 2000 a 2005.

## Premios
- Premio Meendinho 2018.[5]
- Premio de Ensaio nos Jogos Galaico-Minhotos de Guimarães